# Liste der Baudenkmäler in Wechingen
Auf dieser Seite sind die Baudenkmäler in der schwäbischen Gemeinde Wechingen zusammengestellt. Diese Tabelle ist eine Teilliste der Liste der Baudenkmäler in Bayern. Grundlage ist die Bayerische Denkmalliste, die auf Basis des Bayerischen Denkmalschutzgesetzes vom 1. Oktober 1973 erstmals erstellt wurde und seither durch das Bayerische Landesamt für Denkmalpflege geführt wird. Die folgenden Angaben ersetzen nicht die rechtsverbindliche Auskunft der Denkmalschutzbehörde.
 Diese Liste gibt den Fortschreibungsstand vom 12. September 2014 wieder und enthält 11 Baudenkmäler.

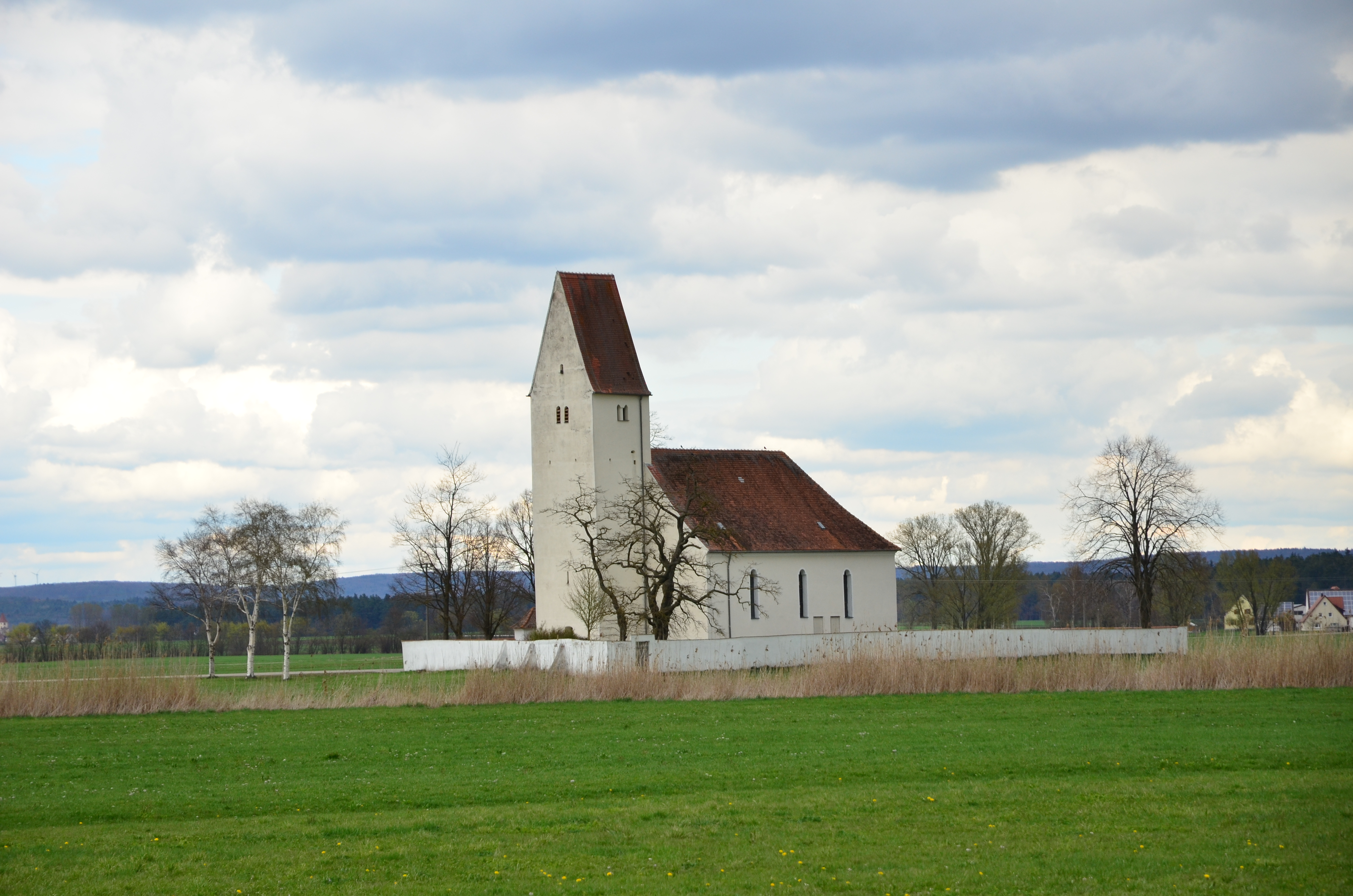
St. Peter und Paul in Holzkirchen

## Baudenkmäler nach Gemeindeteilen

### Wechingen
| Lage                           | Objekt                                    | Beschreibung | Akten-Nr.              | Bild               |
| ------------------------------ | ----------------------------------------- | --- | ---------------------- | ------------------ |
| Bruckstraße 4 (Standort)       | Ehemalige Molkerei                        | eingeschossiger Sichtziegelbau mit Satteldach, aus Kalksandstein, mit hohem Kniestock und Zwerchhaus, 1908 | D-7-79-226-17          | Ehemalige Molkerei |
| Im Oberdorf 24 (Standort)      | Kleinbauernhaus                           | Wohnteil erdgeschossiger Satteldachbau mit Zwerchhaus, Stichbogenfenster und Wellenfries an Trauf- und Giebelschenkelgesims, um 1870/80 | D-7-79-226-7           | Kleinbauernhaus    |
| Im Wörth 7 (Standort)          | Kleinbauernhaus                           | Erdgeschossiges Wohnstallhaus mit Segmentbogenfenster und Firstknauf, im Kern um 1800, Fenster im vierten Viertel 19. Jahrhundert verändert | D-7-79-226-3           | Kleinbauernhaus    |
| St.-Moritz-Straße (Standort)   | Sogenannte Franzosenbrücke                | Bogenbrücke mit gekurvter Geometrie, Ortbeton mit Verwendung von Tonziegeln, 1916 von französischen Kriegsgefangenen errichtet | D-7-79-226-18 Wikidata | weitere Bilder     |
| St.-Moritz-Straße 5 (Standort) | Evangelisch-lutherische Kirche St. Moritz | Saalbau mit nach Westen abgewalmten Dach, Hausteinportal im Norden, Westturm und Sakristeianbau im Osten, an den Ecken gebänderte Lisenen, am Turm zusätzlich Geschossgesimse, im Markgrafenstil nach Plänen von Johann Georg Conradi, „1737 f.“ (bezeichnet), 1925 renoviert und Südfassade verändert; mit Ausstattung | D-7-79-226-2           | weitere Bilder     |
| St.-Moritz-Straße 5 (Standort) | Friedhofsmauer                            | Im Norden, Osten und Süden in historischen Zügen erhalten, im Kern 18. Jahrhundert | D-7-79-226-2           | weitere Bilder     |
| St.-Veit-Straße 18 (Standort)  | Evangelisch-lutherische Kirche St. Veit   | Saalbau mit Walmdach, Westturm mit Gurtgesims und Sakristeianbau im Osten, im Markgrafenstil vielleicht nach Plänen von David Steingruber, 1735; mit Ausstattung | D-7-79-226-1           | weitere Bilder     |
| St.-Veit-Straße 18 (Standort)  | Friedhofsmauer                            | Im Kern 18. Jahrhundert | D-7-79-226-1           | weitere Bilder     |

### Fessenheim
| Lage                     | Objekt                                          | Beschreibung | Akten-Nr.     | Bild                               |
| ------------------------ | ----------------------------------------------- | --- | ------------- | ---------------------------------- |
| Hauptstraße 6 (Standort) | Austragshaus                                    | Erdgeschossiger Satteldachbau mit hohem Kniestock, Stichbogenfenstern, aufgeputzter Eckquaderung, Gurt- und Giebelgesims, um 1875/1890 | D-7-79-226-8  | Austragshaus                       |
| Kirchgaß 1 (Standort)    | Evangelisch-lutherisches Pfarrhaus              | Zweigeschossiger Satteldachbau mit Giebelgesimsen und Aufzugsöffnung, zweite Hälfte 18. Jahrhundert | D-7-79-226-9  | Evangelisch-lutherisches Pfarrhaus |
| Kirchgaß 6 (Standort)    | Evangelisch-lutherische Pfarrkirche St. Stephan | Saalbau mit dreiseitigem Chorschluss, Westturm mit Oktogon und Gesimsen sowie mit Sakristeianbau im Norden, Chor und Sakristei um 1400, 1716/17 Neubau des ehemals freistehenden Turms, „1778“ (bezeichnet) oder 1809 Verlängerung des Kirchenschiffs nach Westen bis zum Turm; mit Ausstattung | D-7-79-226-10 | weitere Bilder                     |

### Holzkirchen
| Lage                            | Objekt                                            | Beschreibung | Akten-Nr.     | Bild                           |
| ------------------------------- | ------------------------------------------------- | --- | ------------- | ------------------------------ |
| Dorfstraße 35 (Standort)        | Gasthaus                                          | Zweigeschossiger Satteldachbau mit Putzrustika an den Ecken, Putzrahmen um die Fenster und profiliertem Traufgesims, „1765“ (bezeichnet), modern erweitert            | D-7-79-226-12 | Gasthaus                       |
| Dorfstraße 35 (Standort)        | Ehemaliges Wasch- und Backhaus                    | Erdgeschossiger Satteldachbau mit Ecklisenen, Trauf- und Giebelgesims, 18. Jahrhundert                                                                                | D-7-79-226-12 | Ehemaliges Wasch- und Backhaus |
| St. Peter und Paul 1 (Standort) | Evangelisch-lutherische Kirche St. Peter und Paul | Saalbau mit Walmdach, aus der Achse gerücktem Westturm und Sakristeianbau im Norden, Turm Ende 12. Jahrhundert, 1723 Neubau von Kirche und Sakristei; mit Ausstattung | D-7-79-226-11 | weitere Bilder                 |
| St. Peter und Paul 1 (Standort) | Friedhofsmauer                                    | 18. Jahrhundert | D-7-79-226-11 | weitere Bilder                 |
| St. Peter und Paul 1 (Standort) | Torhäuschen                                       | Walmdachbau mit rundbogiger Durchfahrt, 18. Jahrhundert | D-7-79-226-11 | weitere Bilder                 |

## Abgegangene Baudenkmäler
In diesem Abschnitt sind Objekte aufgeführt, die früher einmal in der Denkmalliste eingetragen waren, jetzt aber nicht mehr existieren, z. B. weil sie abgebrochen wurden. Aktennummern in diesem Abschnitt sind ehemalige, jetzt nicht mehr gültige Aktennummern.

| Lage                                 | Objekt                | Beschreibung                                                           | Akten-Nr.    | Bild                  |
| ------------------------------------ | --------------------- | ---------------------------------------------------------------------- | ------------ | --------------------- |
| Wechingen Kreisstraße 27 (Standort)  | Ausleger              | Zweite Hälfte 19. Jahrhundert                                          | D-7-79-226-5 | Ausleger              |
| Wechingen Im Unterdorf 28 (Standort) | Kleines Wohnstallhaus | Mit Stichbogenfenstern und Firstknauf, viertes Viertel 19. Jahrhundert | D-7-79-226-4 | Kleines Wohnstallhaus |